# Amblyodipsas dimidiata
Amblyodipsas dimidiata är en ormart som tillhör släktet Amblyodipsas inom familjen stilettormar.

## Kännetecken
Arten är giftig. Den når en längd på 35 till 52 centimeter och är en grävande orm med tunna glansiga fjäll, lång nos och kort svans. Ormen är vanligtvis färgskimrande lila-brun på översidan av kroppen, vilket övergår i gult på sidan och rosa-gult på undersidan av kroppen.

## Utbredning
Arten lever i norra Tanzania (Dodoma, Ugogo, Mpwapwa).

## Levnadssätt
Mycket lite forskning har gjorts om dess levnadssätt. Ormen är begränsad till torra savanner där den gräver ner sig i den lösa sanden. Den är nattaktiv, och förmodligen äter den andra djur som bor i marken och har ovipar fortplantning.